# Johnny Castle
Johnny Castle (Pennsylvania, 31 gennaio 1980) è un attore pornografico statunitense.

## Biografia
Nato nel New Jersey, è cresciuto in Pennsylvania e qui ha frequentato la Whitehall High School. Dopo i suoi studi liceali, si è iscritto alla Monmouth University, e qui, nel 1998, è entrato a far parte della squadra di calcio maschile dell'università e ha conseguito infine la laurea in psicologia. Dopo gli anni di college, ha cominciato a lavorare come modello per il sito Corbin Fisher e quindi ha intrapreso il lavoro di pornoattore.
Nel 2024 è stato inserito nella AVN Hall of Fame.

## Riconoscimenti
AVN Awards
- 2012 - Unsung Male Performer of the Year[3]

XRCO Award
- 2014 - Unsung Swordsman[4]